# Atlântida Cinematográfica
A Atlântida Cinematográfica foi uma companhia cinematográfica brasileira fundada em 18 de setembro de 1941 no Rio de Janeiro por Moacir Fenelon (Moacyr Fenelon de Miranda Henriques) e José Carlos Burle. Produziu um total de 66 filmes até 1962, quando cessaram suas atividades, tendo-se transformado na mais bem sucedida fábrica de produção de filmes do Brasil.
| “ | A Atlântida era espetacular. Você pode imaginar brasileiro entrando num campo que era só de americano? A gente queria fazer como o americano fazia. | ” |

(Frase do ator Grande Otelo)
Estreou com "Moleque Tião", mas fez sucesso com o gênero chanchada, de baixo custo e com grande apelo popular, como "Nem Sansão nem Dalila" "Matar ou Correr",  de Carlos Manga, e "Aviso aos navegantes", de Watson Macedo, com Anselmo Duarte no elenco. Esse gênero dominou o mercado até meados da década de 1950, promovendo artistas como Grande Otelo, Oscarito, Zé Trindade, Cyl Farney, Eliana Macedo,  Julie Bardot e Fada Santoro.
No dia 2 de novembro de 1952, o depósito dos estúdios da Atlântida foi vítima de incêndio de grandes proporções, sendo bastante destruído, podendo-se salvar apenas três filmes rodados: Três Vagabundos e Meu Amigo Bicheiro, estrelados por Oscarito e Grande Otelo, e Casa da Perdição, com María Antonieta Pons. Houve uma vítima fatal, o vigia do estúdio.

## Filmes
Alguns dos principais filmes da Atlântida:
- IV Congresso Eucarístico Nacional (1942)
- Astros em Desfile, direção de José Carlos Burle (1942)
- Moleque Tião, direção de José Carlos Burle (1943)
- Gente Honesta, direção de Moacir Fenelon (1944)
- Tristezas Não Pagam Dívidas, direção de José Carlos Burle (1944)
- Não Adianta Chorar, direção de Watson Macedo (1945)
- Gol da Vitória, direção de de José Carlos Burle (1946)
- Segura Essa Mulher, direção de Watson Macedo (1946)
- Sob a Luz do Meu Bairro, direção de Moacir Fenelon (1946)
- Fantasma por Acaso, direção de Moacir Fenelon (1946)
- Este Mundo é um Pandeiro, direção de Watson Macedo (1947)
- Luz dos Meus Olhos, direção de José Carlos Burle (1947)
- Carnaval no Fogo, direção de Watson Macedo (1949)
- A Sombra da Outra, direção de Watson Macedo (1950)
- Carnaval Atlântida, direção de José Carlos Burle (1950)
- Barnabé, Tu És Meu, direção de José Carlos Burle (1952)
- Amei um Bicheiro, direção de Jorge Ileli e Paulo Wanderley (1952)
- A Dupla do Barulho, direção de Carlos Manga (1953)
- Nem Sansão Nem Dalila, direção de Carlos Manga (1954)
- Matar ou Correr, direção de Carlos Manga (1954)
- O Golpe, direção de Carlos Manga (1955)
- Vamos com Calma, direção de Carlos Manga (1956)
- Papai Fanfarrão, direção de Carlos Manga (1956)
- Colégio de Brotos, direção de Carlos Manga (1957)
- De Vento em Popa, direção de Carlos Manga (1957)
- Esse Milhão é Meu, direção de Carlos Manga (1958)
- O Homem do Sputnik, direção de Carlos Manga (1959)
- Os Dois Ladrões, direção de Carlos Manga (1960)
- Os Apavorados, direção de Ismar Porto (1962)